# Arnsburger

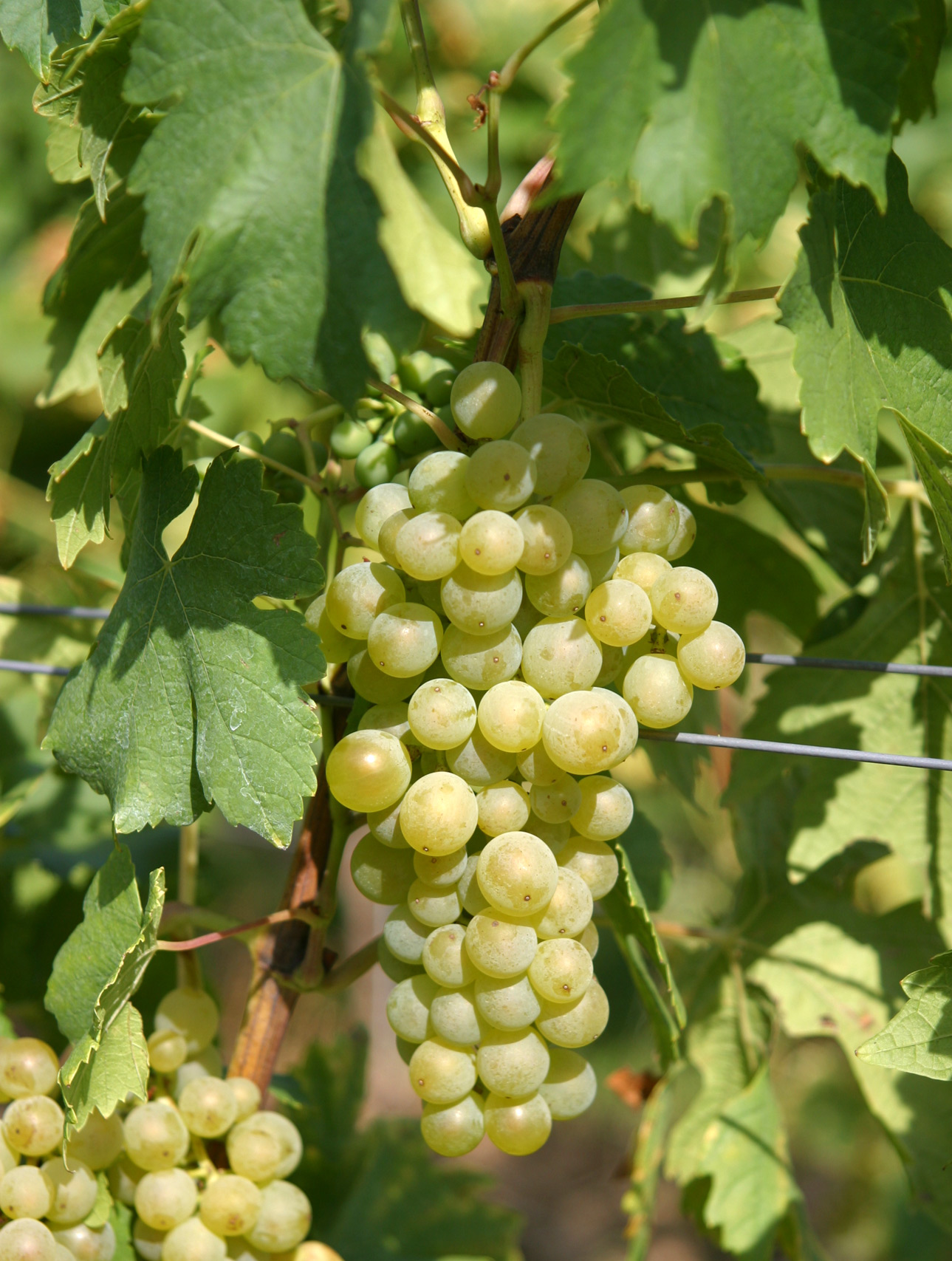
Blätter und Trauben der weißen Rebsorte Arnsburger

Arnsburger ist eine Weißweinsorte. Sie ist eine Neuzüchtung aus Müller-Thurgau und Gutedel, die 1939 durch Heinrich Birk an der Forschungsanstalt Geisenheim im Rheingau erfolgte. Die ursprünglichen Angaben des Züchters, es handele sich um eine Kreuzung der beiden Riesling-Klone 88 und 64, konnten in der Zwischenzeit durch eine DNA-Analyse von Myles im Jahr 2011 widerlegt werden. Erst im Jahr 1984 wurde der Sortenschutz erteilt. Im gleichen Jahr wurde der Arnsburger in die Sortenliste eingetragen.
Sie wurde nach dem Kloster Arnsburg in der Wetterau in Hessen benannt. Die Namensgebung ist eine Hommage an die Leistung des Zisterzienser-Ordens beim Weinbau in Deutschland. Neben einer bescheidenen Anbaufläche in Deutschland sind auch kleinere Anpflanzungen auf der Insel Madeira und in Italien bekannt. Im Jahr 2007 lag die bestockte Rebfläche in Neuseeland bei noch stagnierender Tendenz bei fünf Hektar.
Die Rebsorte eignet sich aufgrund der geringen Anfälligkeit für die Grauschimmelfäule Botrytis cinerea und der rieslingähnlichen Fruchtigkeit auch als Sektgrundwein.
Die Ertragsleistung der Sorte ist etwas höher als beim Müller-Thurgau, das Mostgewicht liegt dabei jedoch bei vergleichbaren Bedingungen um fünf bis acht Grad Öchsle niedriger. Arnsburger war einer der Kreuzungspartner bei der Neuzüchtung Saphira.
Siehe auch die Artikel Weinbau in Deutschland, Weinbau in Italien, Weinbau in Neuseeland und Weinbau in Portugal sowie die Liste von Rebsorten.
- Synonyme: Zuchtstammnummer Geisenheim 22-74

- Abstammung: Müller-Thurgau x Gutedel

## Ampelographische Sortenmerkmale
In der Ampelographie wird der Habitus folgendermaßen beschrieben:
- Die Triebspitze ist offen. Sie ist gelblich-grün, schwachwollig behaart und die Spitzen sind karminrot gefärbt. Die Jungblätter sind spinnwebig behaart.
- Die großen Blätter sind deutlich siebenlappig und weit gebuchtet (siehe auch den Artikel Blattform). Die Stielbucht ist selten V-förmig offen, meist jedoch leicht überlappend geschlossen. Das Blatt ist lang und stumpf gezahnt.
- Die kegelförmige Traube ist groß und breit, geschultert, langstielig und lockerbeerig. Die rundlichen bis kurzovalen Beeren sind mittelgroß und von gelblich-grüner Farbe. Die Beeren sind von neutralem Geschmack.

Im Herbst verfärbt sich das Laub gelblich. Wegen einer mittleren Holzreife ist die Sorte nur bedingt frosthart.
Die starkwüchsige Rebsorte reift etwa 15 Tage nach dem Gutedel und gilt somit im internationalen Vergleich als noch früh reifend. Arnsburger ist eine Varietät der Edlen Weinrebe (Vitis vinifera). Sie besitzt zwittrige Blüten und ist somit selbstfruchtend. Beim Weinbau wird der ökonomische Nachteil vermieden, keinen Ertrag liefernde, männliche Pflanzen anbauen zu müssen.